# Mirtha Uribe
Mirtha Sebastiana Uribe Soriano (12 de marzo de 1985) es una voleibolista peruana. Ella fue miembro de la selección femenina de voleibol de Perú.
Es hermana de Daniela Uribe y sobrina de Cenaida Uribe.
Con la selección femenina de voleibol del Perú participó en el Grand Prix siendo capitana del equipo.

## Clubes
| Club                      | País      | Año         |
| ------------------------- | --------- | ----------- |
| ABC San Felipe            | Perú      | 2002        |
| AD A Pinguela             | España    | 2004 - 2006 |
| CV Mazotti                | España    | 2006 - 2007 |
| AD A Pinguela             | España    | 2007 - 2008 |
| CV Albacete               | España    | 2008 - 2009 |
| Playa de Las Canteras     | España    | 2009 - 2010 |
| LiigaPloki                | Finlandia | 2010        |
| Deportivo Alianza         | Perú      | 2010 - 2011 |
| Alianza Lima              | Perú      | 2011 - 2015 |
| Deportivo Jaamsa          | Perú      | 2015 - 2019 |
| Circolo Sportivo Italiano | Perú      | 2019 - 2020 |
| Universidad San Martin    | Perú      | 2020        |
| Latino Amisa              | Perú      | 2021 - 2022 |
| Rebaza Acosta             | Perú      | 2022 - 2023 |
| Olva Latino               | Perú      | 2024 -      |